# رنه لوفور
رنه لوفور (فرانسوی: René Lefèvre‎؛ ۶ مارس ۱۸۹۸ – ۲۳ مهٔ ۱۹۹۱) هنرپیشه اهل فرانسه بود.
از فیلم‌ها یا برنامه‌های تلویزیونی که وی در آن نقش داشته‌است می‌توان به جرم موسیو لانگه، میلیون، بانوی قاتل، خر بوریدان و زیبا باش اما خفه شو اشاره کرد.